# Чемпионат России по боксу среди женщин 1999
Чемпионат России по боксу среди женщин 1999 года проходил в Заволжье с 6 по 10 апреля и стал первым подобным турниром в истории. В соревновании приняли участие 45 спортсменок из 15 регионов России, разыгравшие награды в 10 весовых категориях. Чемпионат состоялся по инициативе тренера Александра Мельникова, который пригласил на соревнования спортсменок, ранее занимавшихся кикбоксингом.

## Медалисты
| Весовая категория | Золото                                    | Серебро | Бронза |
| ----------------- | ----------------------------------------- | ------- | ------ |
| до 45 кг          | Елена Сабитова Ставропольский край        |         |        |
| до 48 кг          | Наиля Мустафина Москва                    |         |        |
| до 51 кг          | Елена Карпачёва Тула                      |         |        |
| до 54 кг          | Оксана Васильева Москва                   |         |        |
| до 57 кг          | Юлия Немцова Ставрополь                   |         |        |
| до 60 кг          | Татьяна Чалая Ставрополь                  |         |        |
| до 63,5 кг        | Ирина Синецкая Ставрополь                 |         |        |
| до 71 кг          | Ольга Славинская Ставрополь               |         |        |
| до 75 кг          | Наталья Рагозина Москва                   |         |        |
| до 81 кг          | Ольга Домуладжанова Нижегородская область |         |        |